# Gabriel Leyva Solano
Gabriel Leyva Solano (Sinaloa, Sinaloa, 11 de octubre de 1871-Culiacán, Sinaloa, 13 de junio de 1910) fue un militar y docente mexicano, defensor de campesinos y luchador de la Revolución mexicana.

## Biografía
Nació el 11 de octubre de 1871, era hijo de José Leyva y Encarnación Solano. Se une a Anastasia Velázquez y tuvieron ocho hijos, de los cuales sobrevivieron cuatro.
Cursó estudios en Sinaloa recibiéndose de maestro rural, trabajo posteriormente como maestro en varios pueblos del norte de Sinaloa. Como maestro rural denunció los abusos cometidos por capataces y jefes políticos contra indígenas y campesinos. Por ello, las autoridades del gobierno de Diego Redo Vega lo vigilaron y acosaron ya que Leyva Solano también había sido partidario del candidato a gobernador José Ferrel.
Intentó realizar una carrera como abogado, por lo que ingresó al Colegio Civil Rosales, en Culiacán, sin embargo no concluyó sus estudios de abogado. Se desempeñó como pasante de abogado siendo escribiente de juzgado y litigante asociado de Juez, desde donde defendió a la causa de los indígenas y denunció las acciones del régimen porfirista. Posteriormente regresó a sus labores como maestro.
Se afilió al movimiento maderista opositor al gobierno de Porfirio Díaz, y pronto es el principal propulsor en Sinaloa de la causa maderista. Asiste en 1910, a la Convención Antirreleccionista, que se congrega el Tívoli del Eliseo de la Ciudad de México.
Impulsa la rebeldía, finalmente en Cabrera de Inzunza formando parte de un grupo de opositores se enfrentan y vencen a las fuerzas porfiristas. Leyva es herido y capturado por policías rurales. Luego es excarcelado y conducido rumbo a Cabrera de Inzunza; pero cerca de allí, muere asesinado por la «ley fuga»

## Reconocimientos
Francisco I. Madero presidente de México dijo de él: "Gabriel Leyva, patriota y gran mártir de la Revolución". En 1930, Gabriel Leyva Solano fue declarado «Protomártir de la Revolución» por la Secretaría de Guerra y Marina de México.
Juan Sánchez Azcona, otro revolucionario comento sobre Gabriel Leyva: «... figura flanco a flanco y a igual altura que el poblano Aquiles Serdán». Mientras que el coronel Ernesto Higuera expresó: "El primero en la muerte y el primero en la gloria".
Además en varias oportunidades la Legislatura le rindió diversos tipos de homenajes.